# George Stuart Gordon
George Stuart Gordon (* 1. Februar 1881 in Falkirk, Schottland; † 12. März 1942 in Oxford, England) war ein englischer Literaturwissenschaftler und Literaturkritiker. Er war von 1933 bis 1938 Oxford Professor of Poetry.

## Leben und Werk
George Stuart Gordon kam als Sohn des höheren Polizeibeamten und späteren Staatsanwalts William Gordon und seiner Frau Mary Napier zur Welt. Er hatte eine ältere Schwester und mehrere jüngere Geschwister. Nach dem Besuch der örtlichen Schule besuchte er die Universität Glasgow, wo er 1903 als Magister in klassischen Sprachen seinen Abschluss machte.
Durch die Aufmerksamkeit seines Professors Walter Raleigh erhielt er ein Stipendium für das Oriel College der Universität Oxford, wo er erneut klassische Philologie hörte. 1906 erwarb er dort den Bachelor- und 1909 den Magister-Abschluss. Er erweiterte seine Themengebiete, erhielt 1905 den Stanhope Prize für Geschichte und verbrachte den Winter 1906/1907 zu Forschungszwecken in Paris.
Bei seiner Rückkehr nach England machte ihn das Magdalen College (auch auf Betreiben Raleighs) zum Fellow; er arbeitete dort als Tutor und Lektor für die Oxford University Press.
1909 heiratete er Mary Campbell Biggar, die er aus Studienzeiten in Glasgow kannte. Das Paar hatte vier Kinder.
1913 berief die Universität Leeds Gordon zum Professor für englische Sprache und Literatur.
Im Ersten Weltkrieg meldete sich Gordon zu den Waffen und diente an der französischen Front. 1917 wurde er verwundet und verbrachte den Rest des Krieges in der militärgeschichtlichen Abteilung des Kriegsministeriums. 1919 besuchte er die Schlachtfelder der Schlacht von Gallipoli, wo er sich mit einem Fieber infizierte, das seine Gesundheit lebenslang beeinträchtigen würde.
Er schrieb regelmäßig Kritiken für die Literaturbeilage der Times und veröffentlichte sowohl Ausgaben klassischer englischer Literatur (darunter mehrere Stücke von William Shakespeare) als auch Buchausgaben seiner eigenen Vorlesungsreihen und Vorträge. Er zählte gemeinsam mit E. V. Gordon und J.R.R. Tolkien zu einem Kreis von Sprachforschern, die sich mit isländischen und altenglischen Idiomen auseinandersetzten.
1922 übernahm er von seinem Mentor Raleigh die Merton-Professur für englische Sprache an der Universität Oxford. 1928 wurde er zum Präsidenten des Magdalen College gewählt. Diese Position behielt er bis zu seinem Tod. Von 1930 bis 1933 war er zudem Gresham-Professor für Rhetorik und von 1933 bis 1938 Oxford Professor of Poetry. Er hatte zahlreiche Ämter in Fachverbänden und (Berufs-)Vereinigungen inne, so auch als Vorsitzender des Spoken English Committee der BBC. 1935 erlitt er einen gesundheitlichen Zusammenbruch und musste deutlich kürzertreten.
1938 wurde er Vizekanzler der Universität. Er stellte vor dem Hintergrund des drohenden Kriegsausbruches der Betrieb der Universität auch in Kriegszeiten gesichert wäre (1914 hatte die Hochschule den Lehrbetrieb einstellen müssen). Seine Amtszeit endete im Oktober 1941.
Er wollte sich wieder vermehrt seiner Forschungstätigkeit widmen, eine Erkrankung entpuppte sich als Krebsleiden, dem er bald darauf erlag. Er wurde auf dem Holywell Cemetery in Oxford begraben.